# 세방그룹
세방그룹은 (주)세방의 부산항 물류 사업과 세방전지의 축전지 사업을 하는 대한민국의 기업집단이다.
홈페이지: https://www.sebanggroup.com